# Lossaätten
Lossaätten är ett nutida konventionellt namn på en svensk medeltida frälseätt som fått sitt namn efter sitt ursprung från gården Lossa (numera känd som Säbyholm) i Låssa socken i Uppland vilken tidigare ingick i Bro härad, och ingår sedan 1971 i Upplands-Bro kommun i Stockholms län. Ätten utdog innan Sveriges Riddarhus grundades 1625, varför den aldrig introducerades där som adelsätt. Tidigare teorier att ätten Soop härstammade från Lossaätten har tillbakavisats.
Vapen: Skölden kluven, vänster (sinister) fält delat en gång

## Bakgrund
Olof Haraldsson (Lossaätten) är nämnd under 1380-talet. 1382 nämns han, och hans hustru Ingegerd Birgersdotter, när de byter till sig 2 markland i Ekeby i Lossa socken av Bo Jonsson (Grip). Olof Haraldsson var väpnare 1395 och skrev sig då i Latza (Lossa, nu Säbyholm i Uppland) i Lossa socken, Uppsala län. Underlagman i Uppland 1400 och ännu 1404-02-19. Död före 1411. Det vapen, som han och hans båda nedanstående söner använde, visar en kluven sköld med vänstra fältet delat. 
Hans son, väpnaren Harald Olofsson (Lossaätten), var häradshövding i Bro hundare, och ärvde gården Lossa.
Under namnet Sæby beboddes gården Lossa av väpnaren Knut Haraldsson.
Harald Olofssons bror, Birger Olofsson (Lossaätten) nämns 1418 som häradshövding i Sollentuna härad,  och 1436 som väpnare.  Han skriver sig 1432 till Granhammar, när han säljer till helgeandshuset i Stockholm ½ markland jord i Hagby i Täby socken, Uppsala stift, för 20 mark penningar.. Han var död 1445. 

## Släkttavla
1. Harald
  1. Olof Haraldsson (Lossaätten), väpnare 1395, ägare till Lossa, gift med Ingegerd Birgersdotter.
    1. Harald Olofsson (Lossaätten), häradshövding i Bro hundare, och ärvde gården Lossa.

  2. Birger Olofsson (Lossaätten) till Granhammar, nämns 1418 som häradshövding i Sollentuna härad,  1436 som väpnare, var död 1445.

## Vapenförväxling med ätten Soop
Det äldsta bevarade sigillavtrycket för en släktmedlem ur ätten Soop härrör från stamfadern Ulf Siggessons son Knut Ulfsson (död något av åren 1504–1512) i Malmö i Kvillinge socken, som var häradshövding i Bobergs härad 1499. Hans sigill visar en kluven sköld med en bjälke i sinister fält. Riddarhusgenealogiernas ännu hos Elgenstierna förekommande uppgift, att ätten Soops stamfar, Ulf Siggesson, på fädernet skulle ha härstammat från den uppländska Lossaätten, beror på förväxling av K:s vapen med Lossaättens, vars kluvna sköld hade sinister fält delat endast en gång, alltså utan bjälke.(Gillingstam 1952 och 1993; Liedgren; Raneke)

## Oklarheter
I uppslagsverket Det medeltida Sverige förekommer Apalle (i Uppland) som sätesgård för Lars Ingevastsson (kluven sköld, höger fält delat) och (möjligen hans dotter) Cecilia Ingevastsdotter, änka efter Sigge Haldensson, när hon säljer sitt rätta mödernearv 1:0 i A till hustru Ramfrid, änka efter Eskil Hoppener. Hom omtalas i samma källa som syster till Karl Ingevastsson, och deras mor är mor Kristina Olofsdotter (björnram).